# Maria-vom-Berg-Karmel-Kirche (Binswangen)

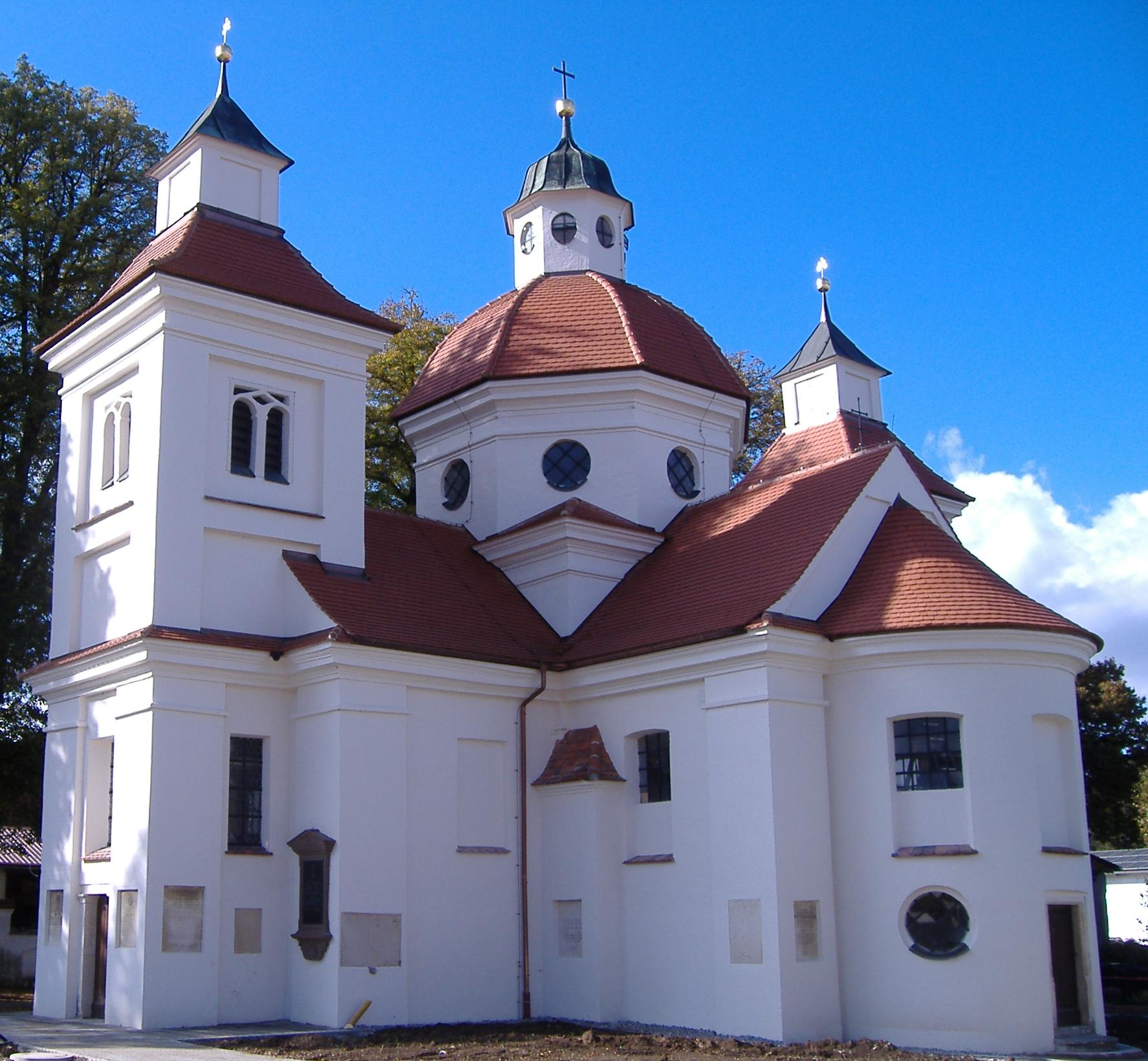
Maria-vom-Berg-Karmel-Kirche in Binswangen

Die römisch-katholische Maria-vom-Berg-Karmel-Kirche, deren Patrozinium der Heiligen Maria vom Skapulier sich auf Simon Stock bezieht, steht in Binswangen, einer Gemeinde im schwäbischen Landkreis Dillingen an der Donau in Bayern. Das Bauwerk ist als Baudenkmal unter der Nr. D-7-73-116-2 eingetragen. Die Kirche dient als Friedhofskapelle in der Pfarrei St. Nikolaus Binswangen, die zum Dekanat Dillingen des Bistums Augsburg gehört.

## Beschreibung
Der Zentralbau in Form eines griechischen Kreuzes, ein Miniaturmodell des Petersdoms, wurde im Auftrag des Freiherrn Schertlin von Burtenbach 1617 nach einem Entwurf von Hans Alberthal errichtet. Der östliche und der westliche Querarm sind jeweils mit einer halbrunden Apsis abgeschlossen, der nördliche und südliche jeweils mit einem Kirchturm auf quadratischem Grundriss. Die Vierung ist mit einer Pendentifkuppel bedeckt, die von einer Laterne mit Zwiebelhaube gekrönt wird.
Zur Kirchenausstattung gehört ein um 1720/30 gebauter Hochaltar, auf dessen Altarretabel ein Gnadenbild dargestellt ist. Die seitlichen Porträts des Evangelisten Johannes und des heiligen Josefs werden Johann Michael Fischer zugeschrieben. Eine Pietà stammt von Johann Luidl.